# Dietmar Obst
Dietmar Obst (* 26. Juli 1940) ist ein deutscher Schauspieler und Hörspielsprecher.

## Leben
Dietmar Obst erlernte sein künstlerisches Handwerk am Schauspielstudio Halle. Von 1960 bis 1966 hatte er am dortigen neuen theater sein erstes Engagement. 1966 wechselte er ans Berliner Maxim Gorki Theater, dessen Ensemble er bis zum Ende der Spielzeit 2005/06 angehörte.
Obst arbeitete auch umfangreich als Film- und Fernsehschauspieler. Neben Gastrollen in den Serien Polizeiruf 110 und Der Staatsanwalt hat das Wort sah man ihn in dem DEFA-Musikfilm Hochzeitsnacht im Regen oder der deutsch-sowjetischen Literaturverfilmung Schwarzer Zwieback. Nach der Wiedervereinigung trat Obst nur noch sporadisch vor die Kamera, unter anderem spielte er 2016 in dem mehrfach ausgezeichneten Kurzfilm Für dich bei mir einen Demenzkranken.
Daneben war Obst ein vielbeschäftigter Hörspielsprecher mit etwa 180 Einsätzen zwischen 1970 und 1998. In der mehrteiligen Serie Neumann, zweimal klingeln sprach er in vielen Folgen die Figur des Benno. Außerdem wurde Obst gelegentlich in der Synchronisation eingesetzt.

## Filmografie (Auswahl)
- 1966: Sein Meisterstück
- 1967: Hochzeitsnacht im Regen
- 1967: Geschichten jener Nacht
- 1968: Der Kristallspiegel
- 1969: Die Zeichen der Ersten
- 1969: Der Staatsanwalt hat das Wort – Auf der Rennbahn
- 1971: Du und ich und Klein-Paris
- 1972: Schwarzer Zwieback
- 1972: Die Bilder des Zeugen Schattmann
- 1972: Der Staatsanwalt hat das Wort – Der Anruf kam zu spät
- 1972–1973: Die lieben Mitmenschen (5 Folgen als Steffen)
- 1973: Liebe für Liebe
- 1974: Heiße Spuren
- 1974: Die Frauen der Wardins (Fernseh-Dreiteiler)
- 1975: Toggenburger Bock
- 1976: Abenteuer mit Konstanze
- 1976: Das Untier von Samarkand
- 1977: Polizeiruf 110 – Vermißt wird Peter Schnok
- 1977: Die Millionen des Knut Brümmer
- 1977: Der Stein des Glücks
- 1977: Der Staatsanwalt hat das Wort – Die Zechtour
- 1978: Amor holt sich nasse Füße (Fernsehfilm)
- 1981: Polizeiruf 110 – Glassplitter
- 1981: Die lange Ankunft des Alois Fingerlein
- 1981: Polizeiruf 110 – Der Teufel hat den Schnaps gemacht
- 1985: Der Staatsanwalt hat das Wort – Das Biest
- 1985: Polizeiruf 110 – Treibnetz
- 1985: Die Gänse von Bützow
- 1986: Rund um die Uhr (2 Folgen als Leutnant Weber)
- 1987: Polizeiruf 110 – Unheil aus der Flasche
- 1988: Polizeiruf 110 – Amoklauf
- 1990: Barfuß ins Bett (Folge 11)
- 1990: Polizeiruf 110 – Zahltag
- 2008: Zwischen Licht und Schatten (Kurzfilm)
- 2011: Teneriffa EXIT
- 2016: Für dich bei mir (Kurzfilm)

## Hörspiele (Auswahl)
- 1970: Fiesta in Mozares – Autor: Prudenzio de Pereda – Regie: Fritz Göhler
- 1970: Dein Onkel Mischa – Autor: Georgij Mdiwani – Regie: Maritta Hübner
- 1971: Posaunentöne – Autor: Jochen Hauser – Regie: Fritz-Ernst Fechner
- 1972: Keine Milch für Alvarez, den Kater – Autor: Rolf Gumlich – Regie: Uwe Haacke
- 1973: Motorradtour – Autor: Onni Salomaa – Regie: Joachim Staritz
- 1974: Soldatenlied – Autor: Boris Rabkin – Regie: Peter Groeger
- 1975: Die Nacht des Soldaten – Autor: Carlos Cerda – Regie: Helmut Hellstorff
- 1976: Sieg und Platz auf Blue Bird – Autor: Gerhard Jäckel – Regie: Ernst-Fritz Fechner
- 1977: Am letzten Freitag – Autor: Joachim Rähmer – Regie: Fritz Göhler
- 1977: Das Bild des Anderen – Autor: Eduard Mörike – Regie: Horst Liepach
- 1978: Der arme Müllerbursche und das Kätzchen – Autoren: Brüder Grimm – Regie: Horst Liepach und Peter Lange
- 1979: Der ungebetene Gast – Autor: Charles Dickens – Regie: Horst Liepach
- 1980: Schweigegeld – Autorin: Barbara Neuhaus – Regie: Joachim Witte
- 1981: Das Märchen von der Maus mit der Grashalmflöte und andere Geschichten für Kinder – Autorin: Ingeborg Feustel – Regie: Albrecht Surkau (Litera)
- 1982: Billis erstes Abenteuer – Autor: Gisbert-Peter Terhorst – Regie: Maritta Hübner
- 1982: Die Spur der Umlaufbahn – Autor: Horst G. Essler – Regie: Hans Knötzsch
- 1984: Das Todesurteil – Autor: Holmar Attila Mück – Regie: Uwe Haacke
- 1984: Der Teufel mit den drei goldenen Haaren – Autoren: Brüder Grimm – Regie: Maritta Hübner (Litera)
- 1986: Der süße Duft der Erinnerung – Autor und Regie: Aleksandar Obrenović
- 1987: Tatbestand (Folge: Ring mit blauem Stein) – Autorin: Jutta Scharz – Regie: Horst Liepach
- 1988: Diese nasse Landstraße im August – Autorin: Jana Dobrewa – Regie: Rainer Schwarz
- 1989: Kilometer 9,2 oder Das kurze Leben des Bernd Rosemeyer – Autor: Walter Püschel – Regie: Christa Kowalski
- 1990: Vom Weinstock des Vaters – Autorin: Ursula Enderle – Regie: Uwe Haacke
- 1990: Unter dem Milchwald – Autor: Dylan Thomas – Regie: Fritz Göhler
- 1991: Traudel und Luise – Autor: Gerhard Rentzsch – Regie: Fritz Göhler
- 1992: Niemandt kennt Tag und Stunde – Autor: Horst Bosetzky – Regie: Albrecht Surkau
- 1993: Sonntag zwischen fünf und sechs – Autor: Gert Köhler – Regie: Albrecht Surkau
- 1994: Volles Risiko – Autor: Horst Bosetzky – Regie: Albrecht Surkau
- 1998: Der König der Trickbetrüger – Autoren: Robert Gernhardt und Peter Knorr – Regie: Thomas Leutzbach